# 韋爾比夫卡 (利波韋茨區)
49°22′41″N 28°59′9″E / 49.37806°N 28.98583°E
韋爾比夫卡（烏克蘭語：Вербівка）是位於烏克蘭西南部文尼察州裏文尼察區的村莊，處於維利尚卡河畔，始建於1794年，面積2.42平方公里，海拔高度281米，2001年人口520

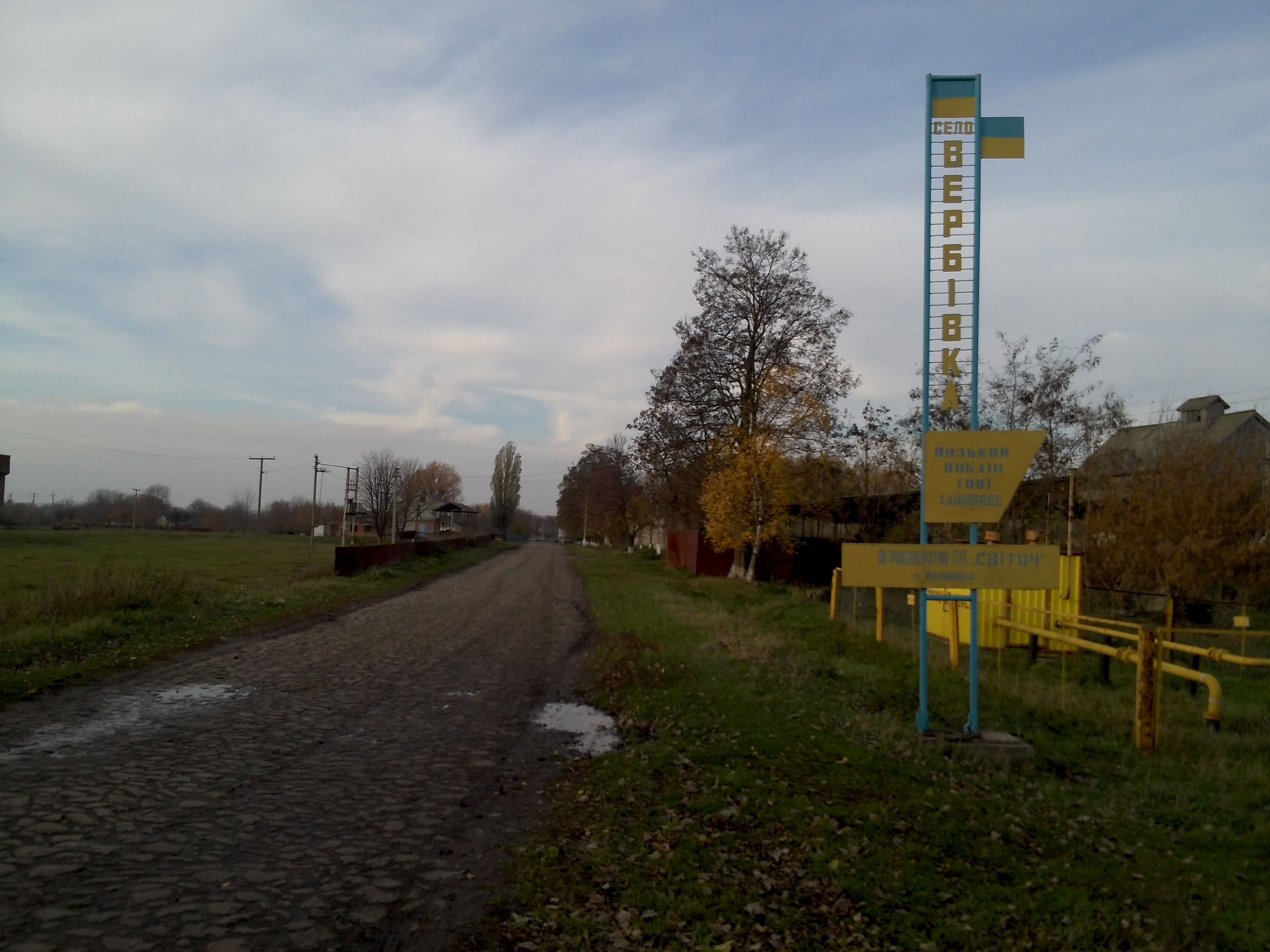
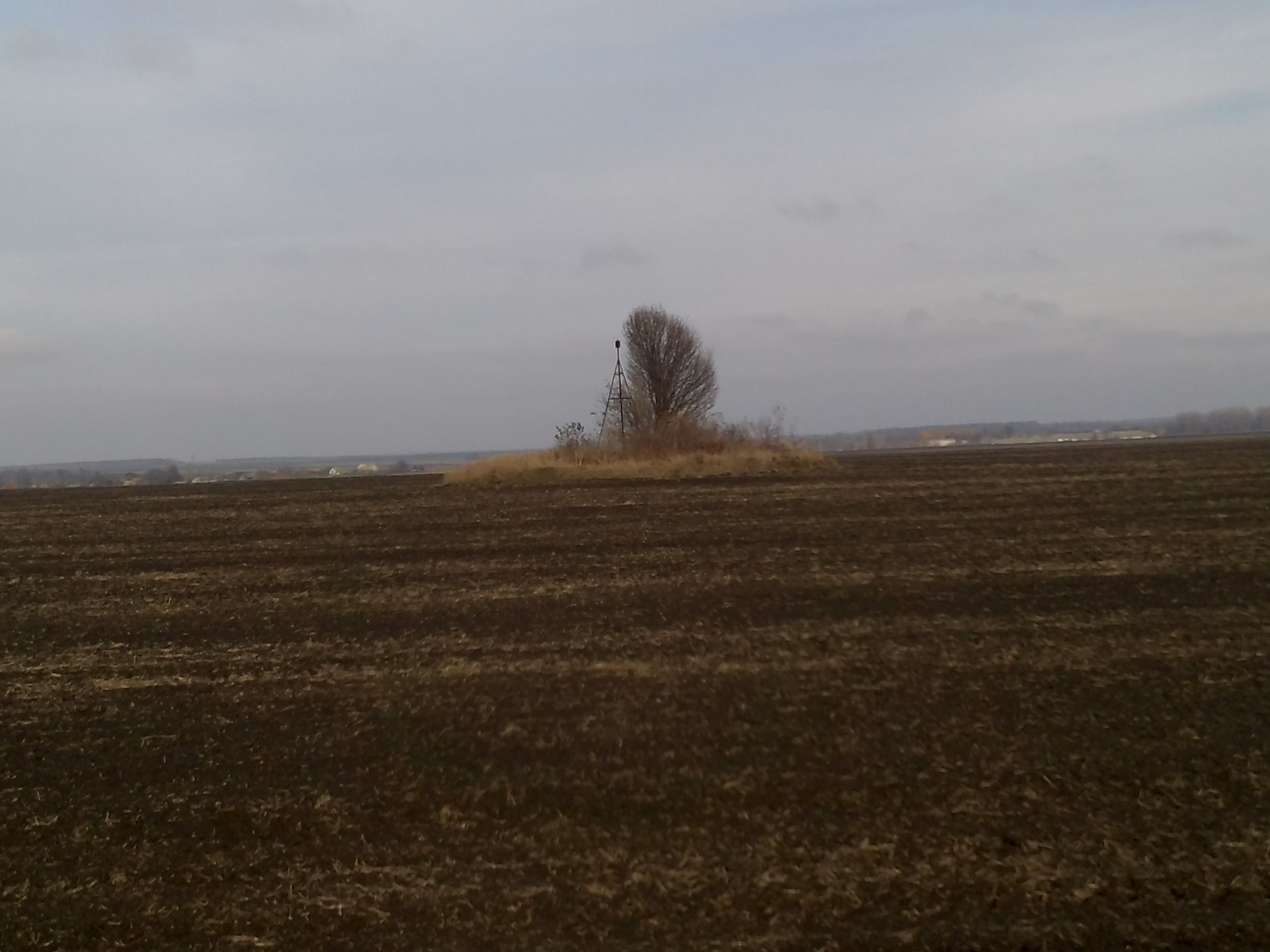
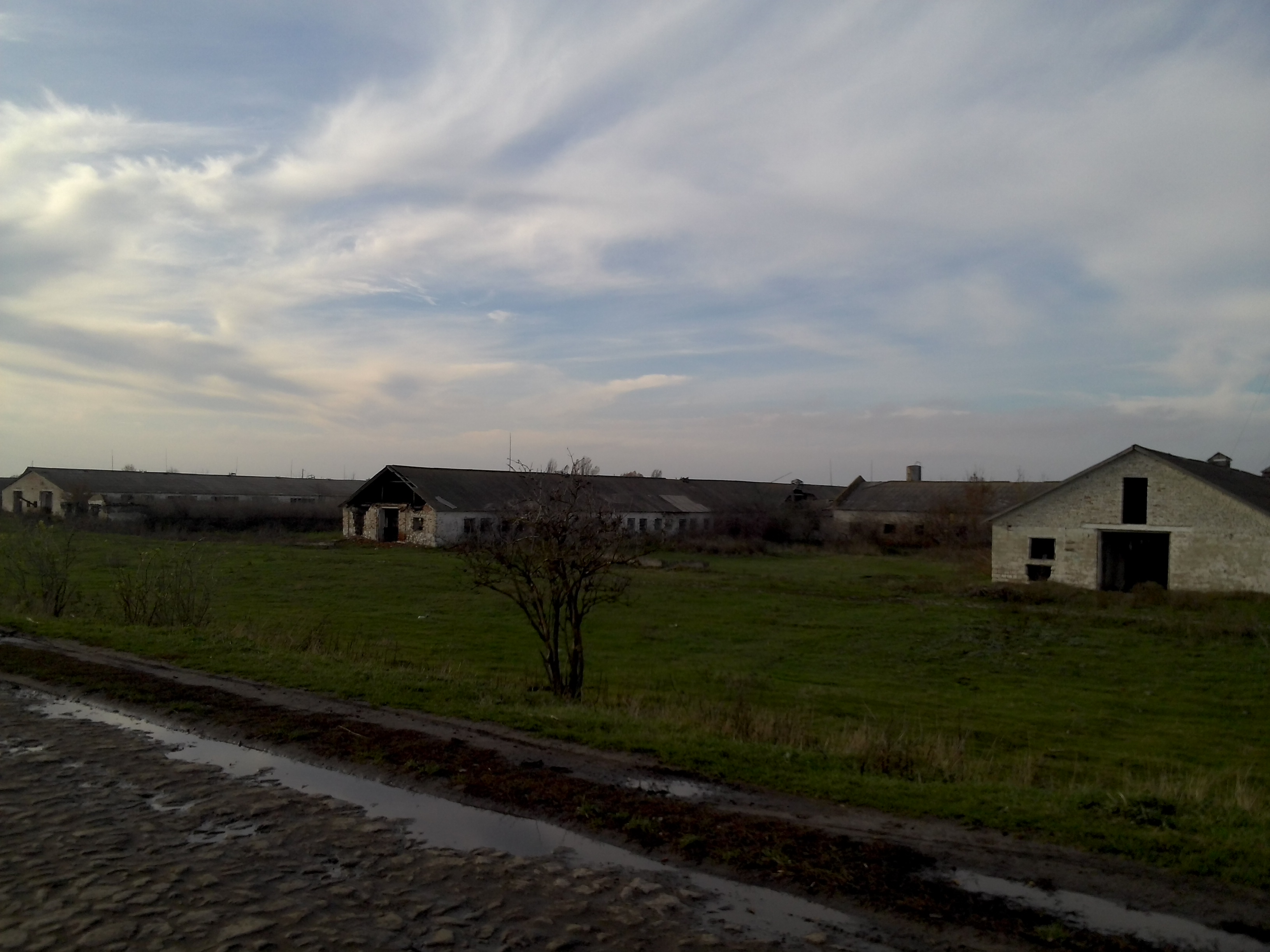
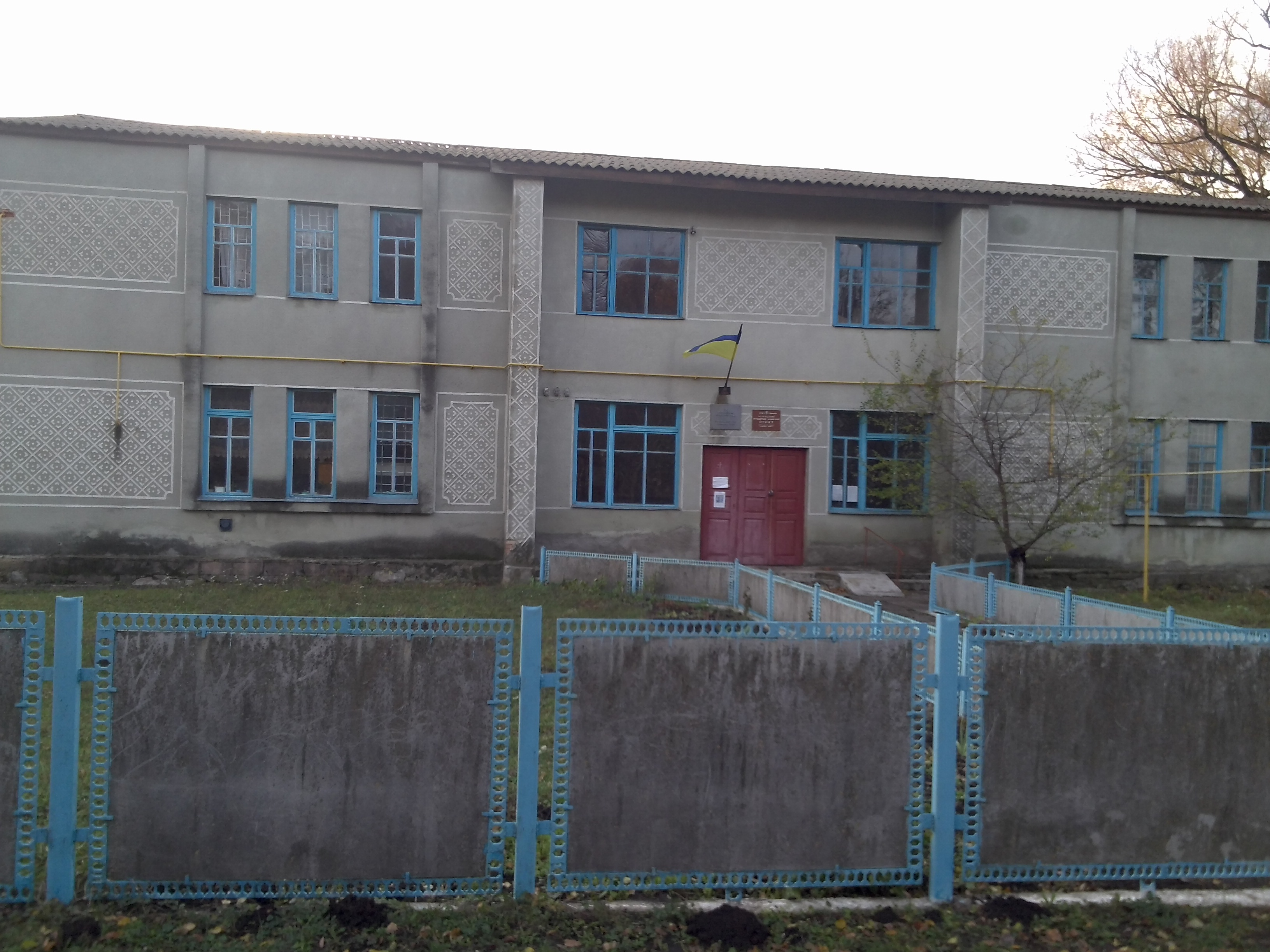
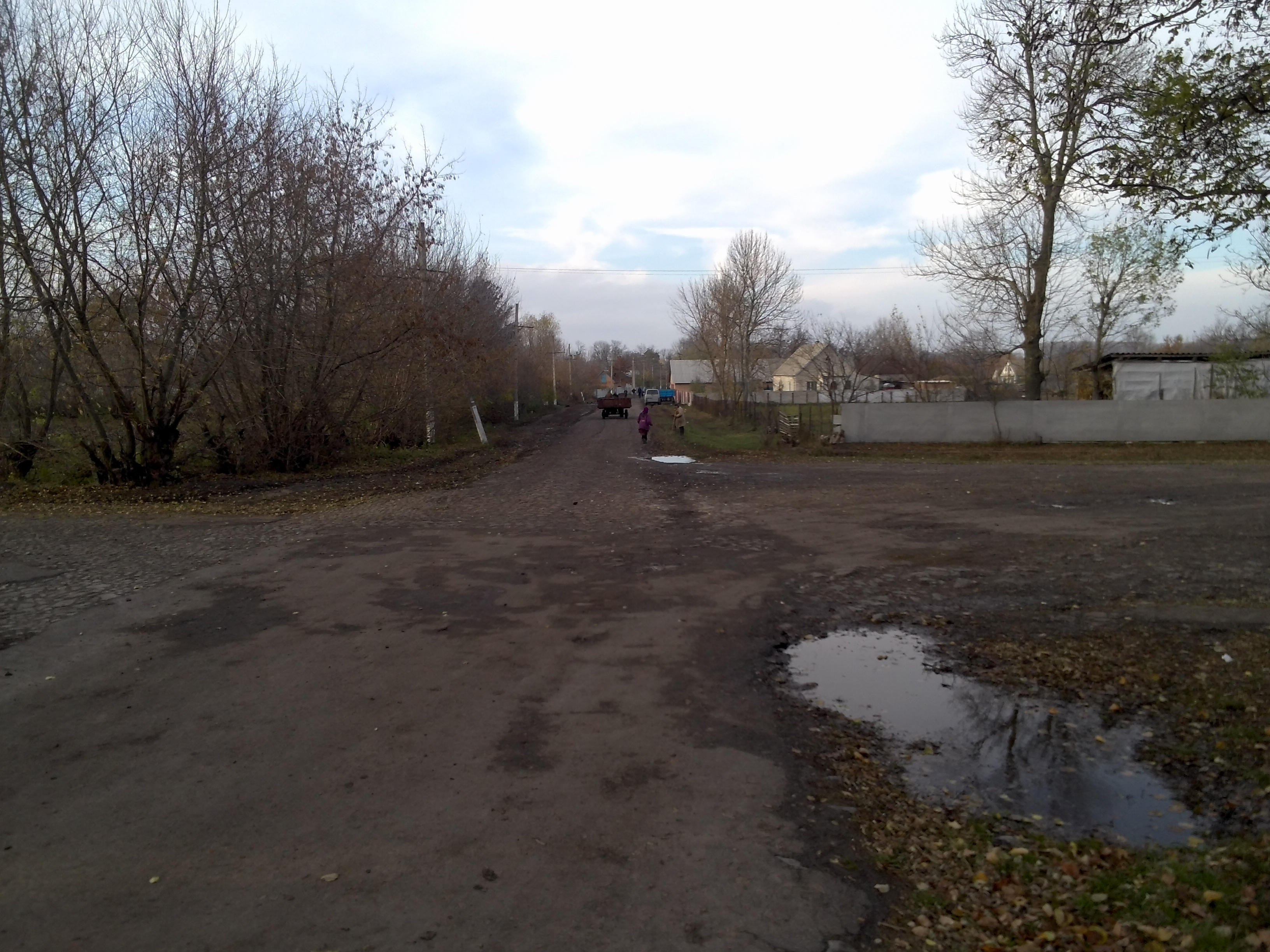
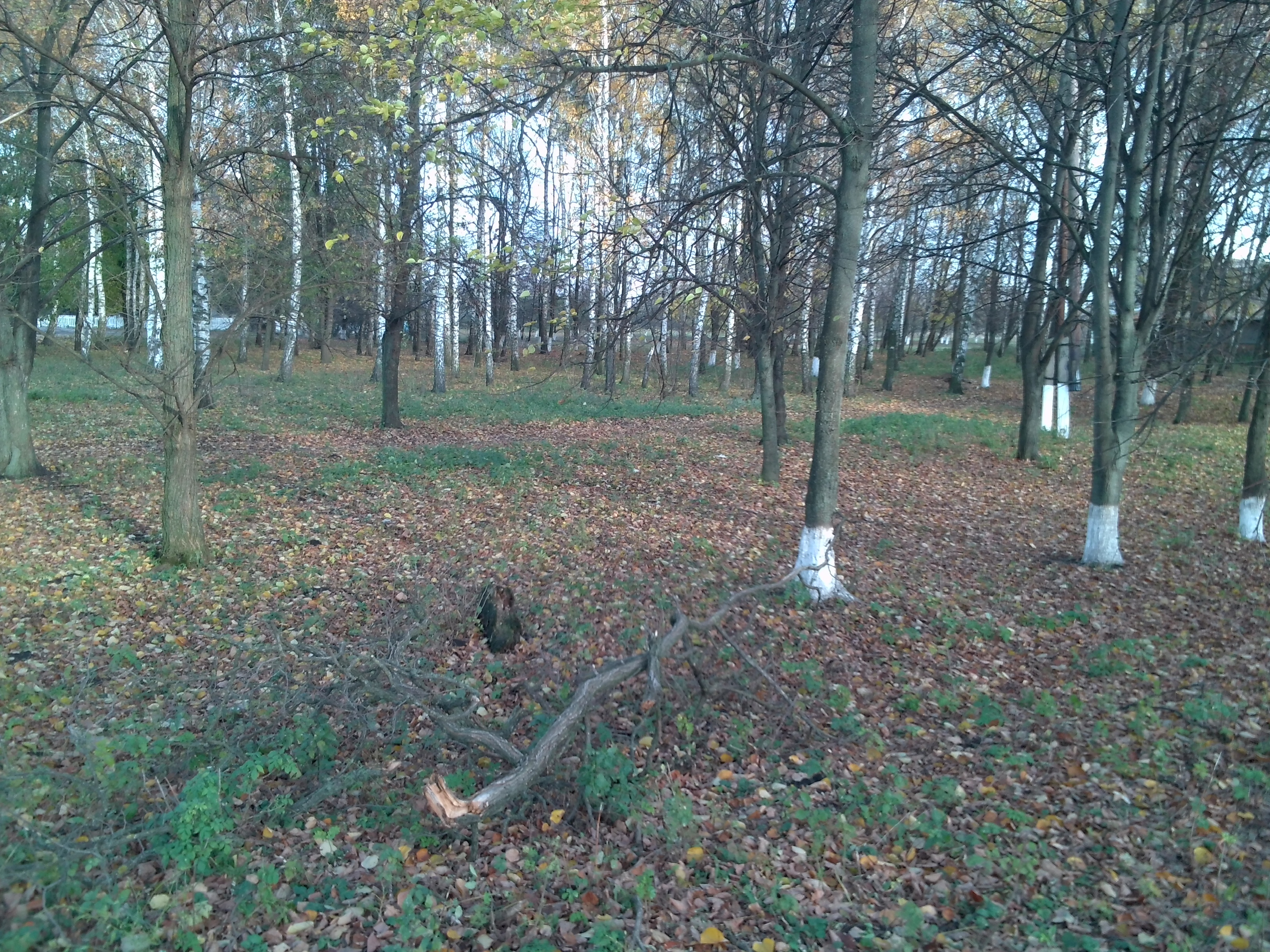
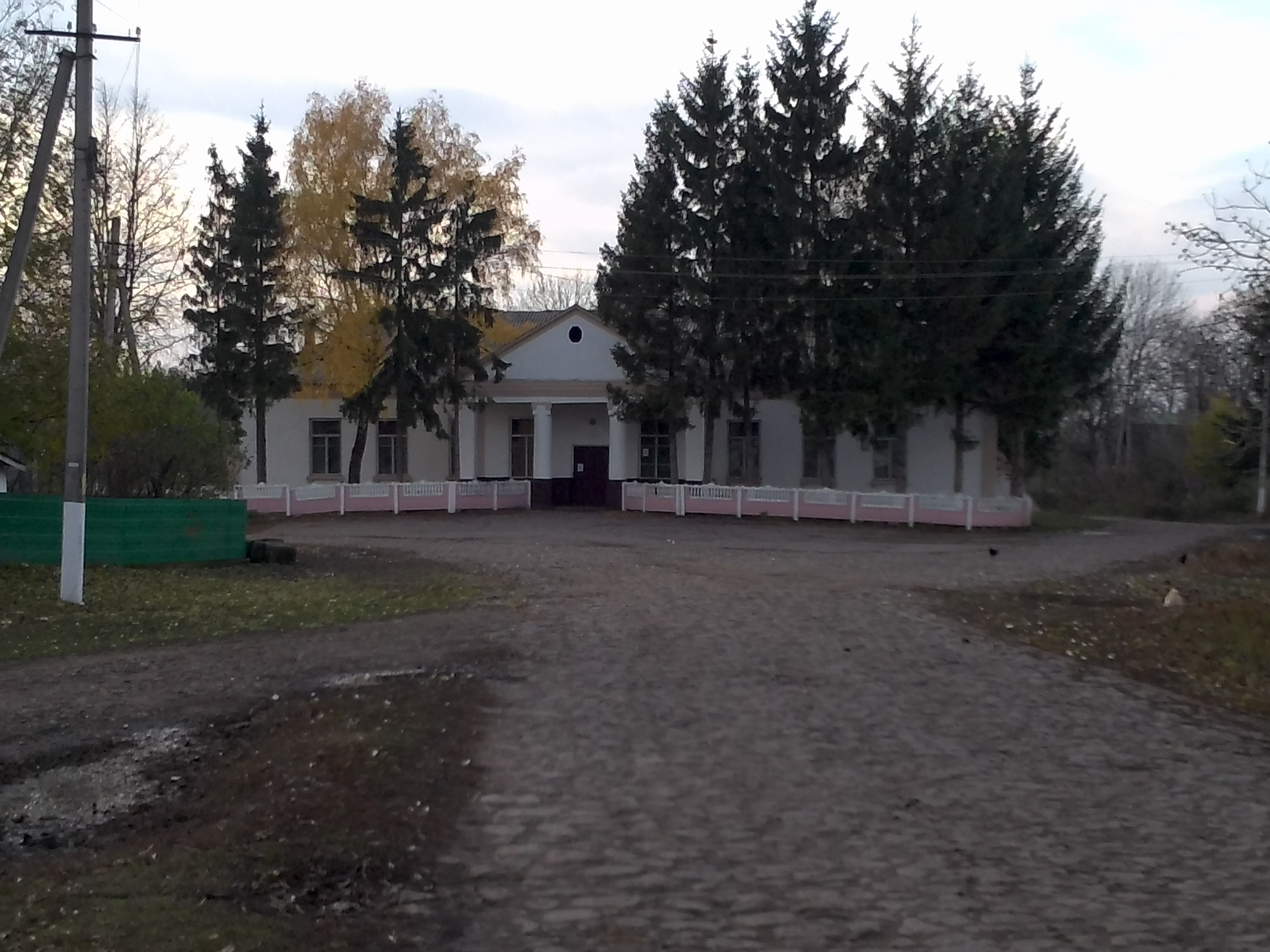
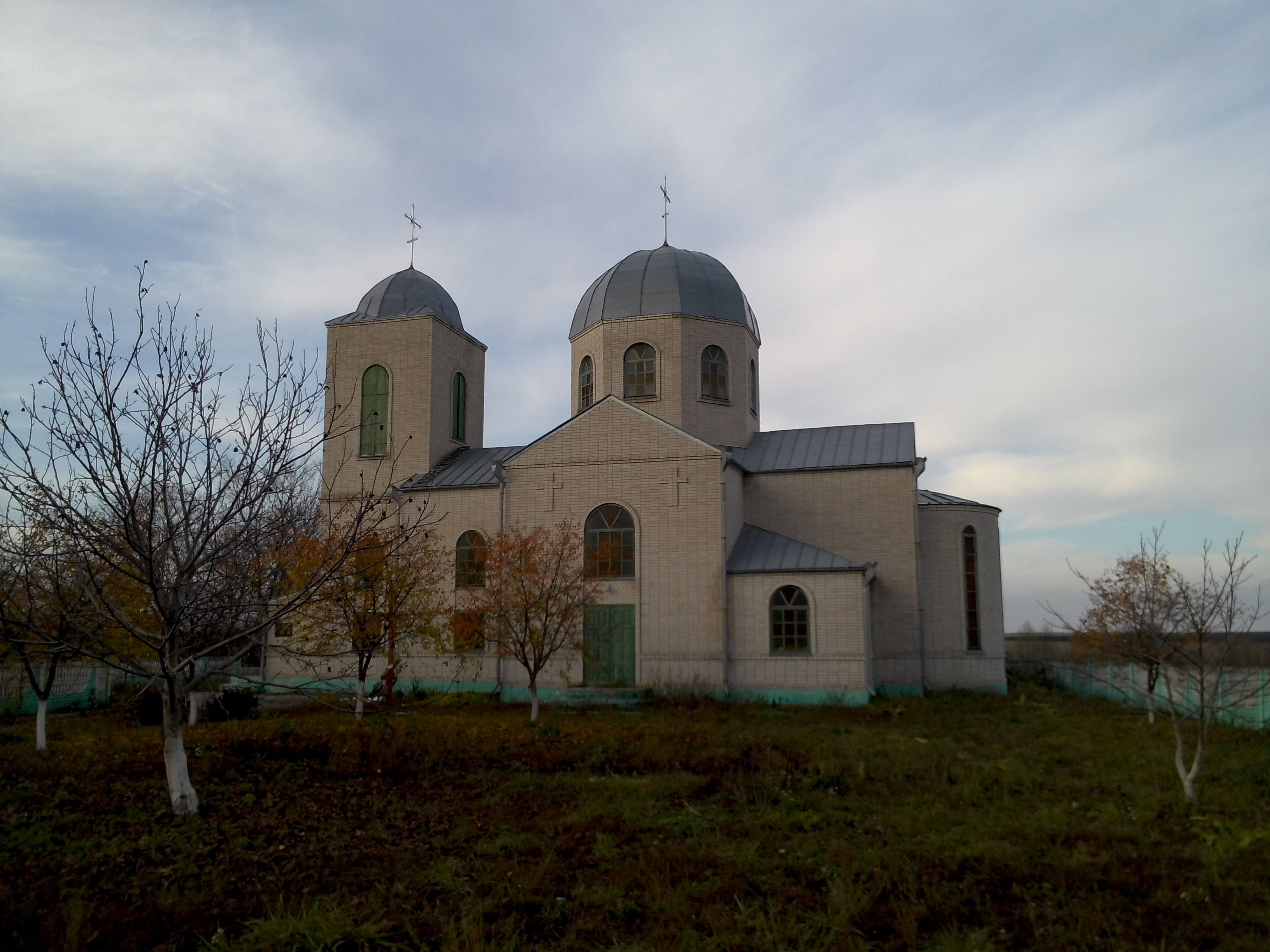
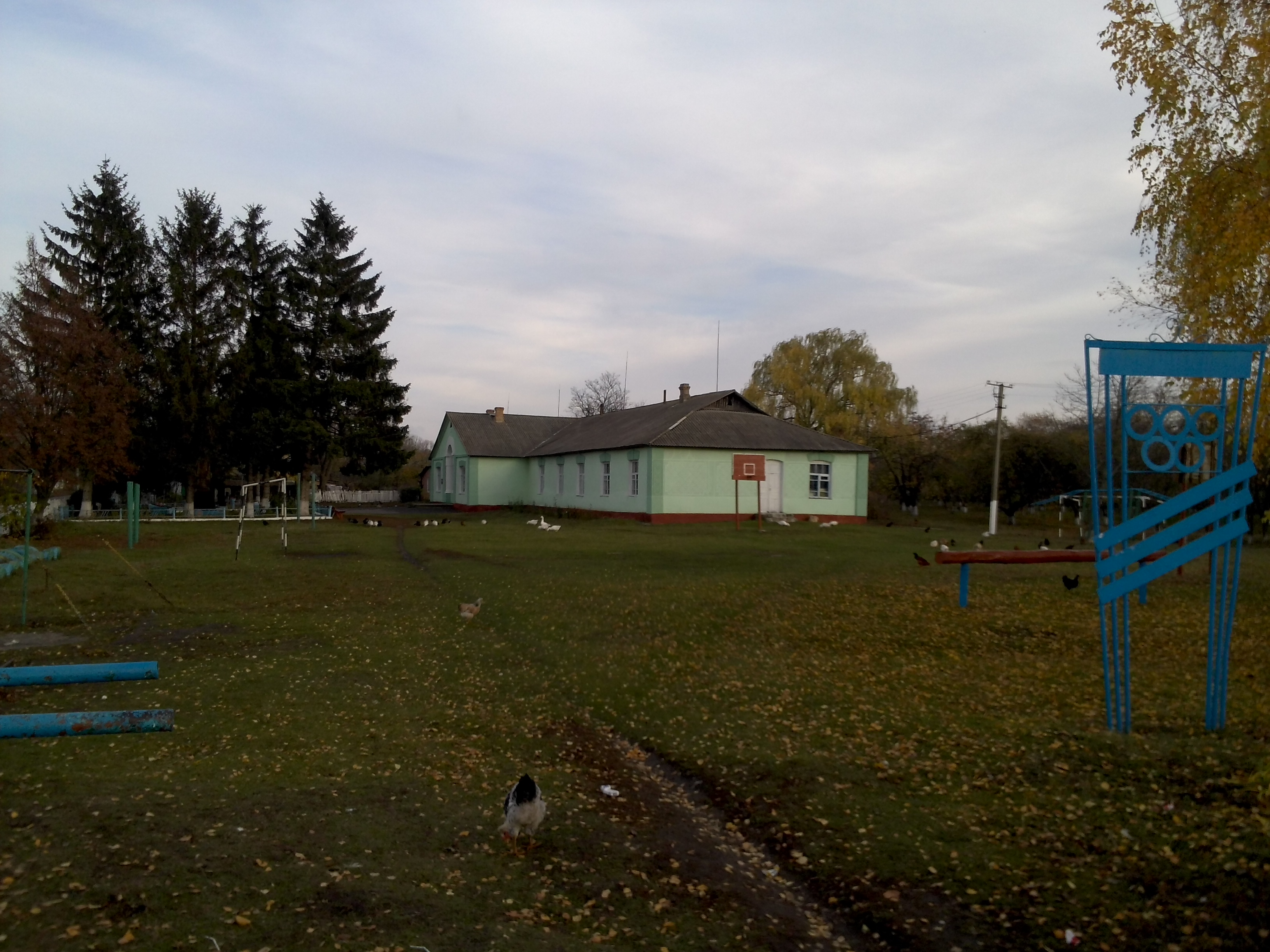
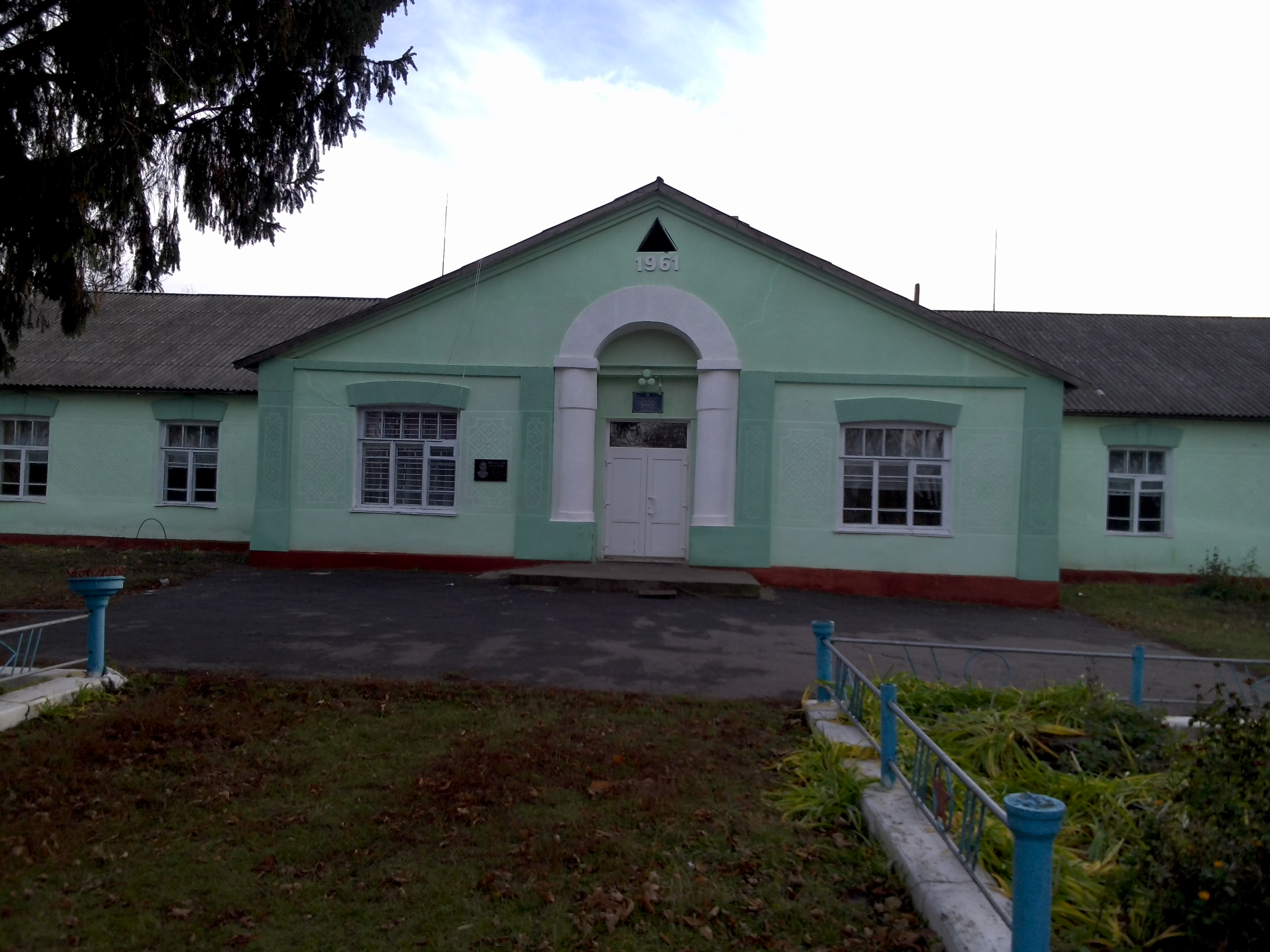
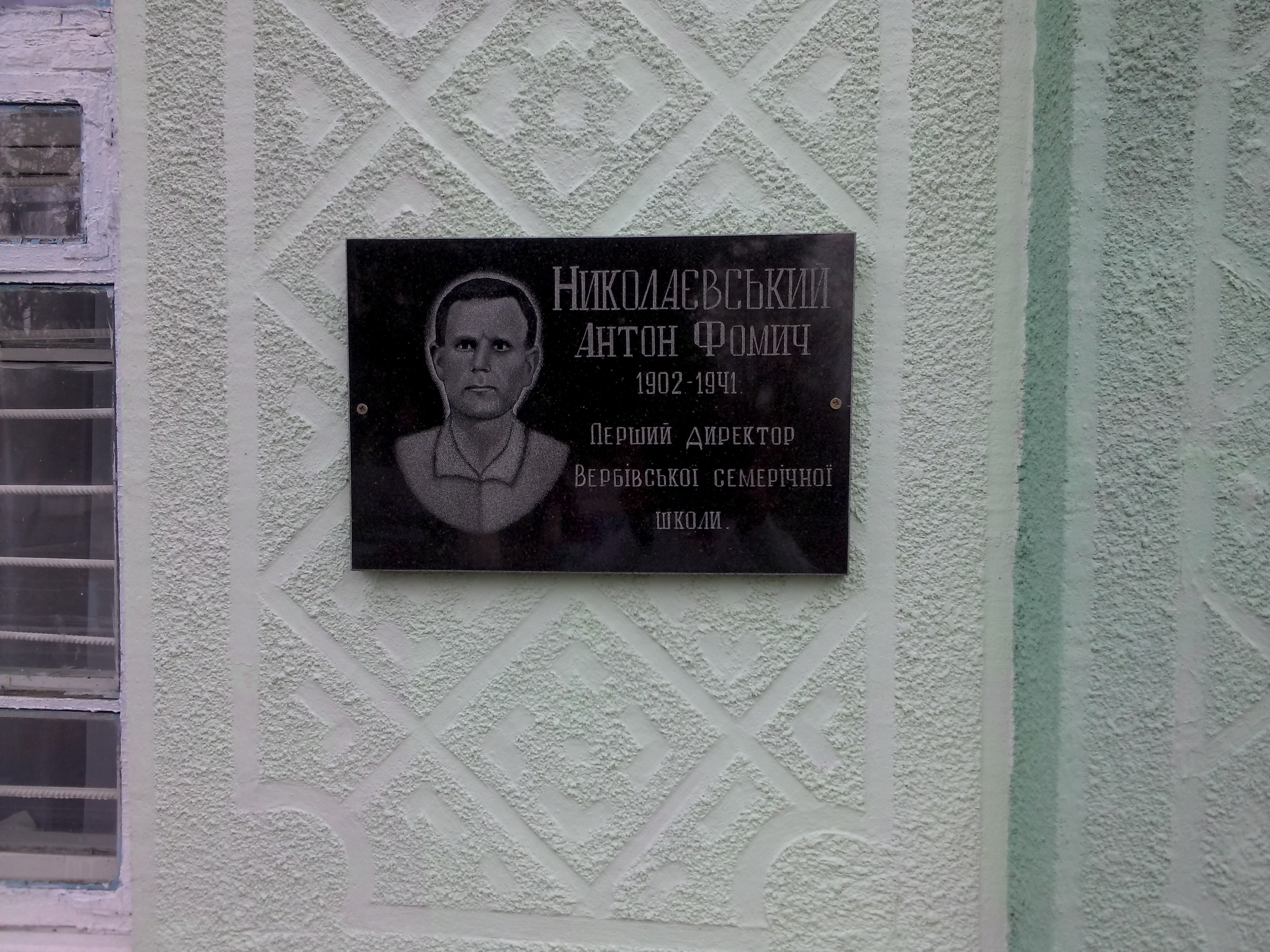
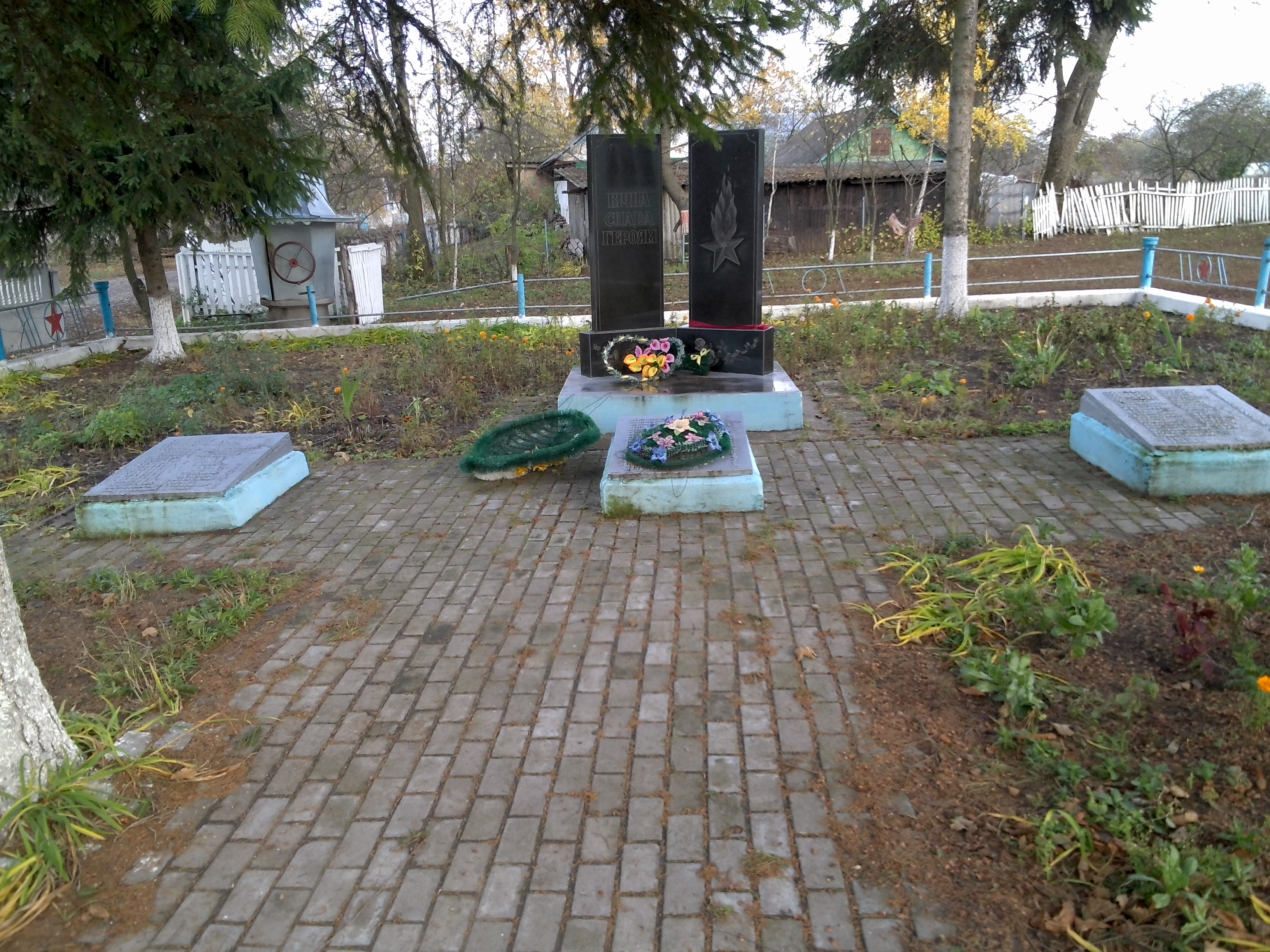
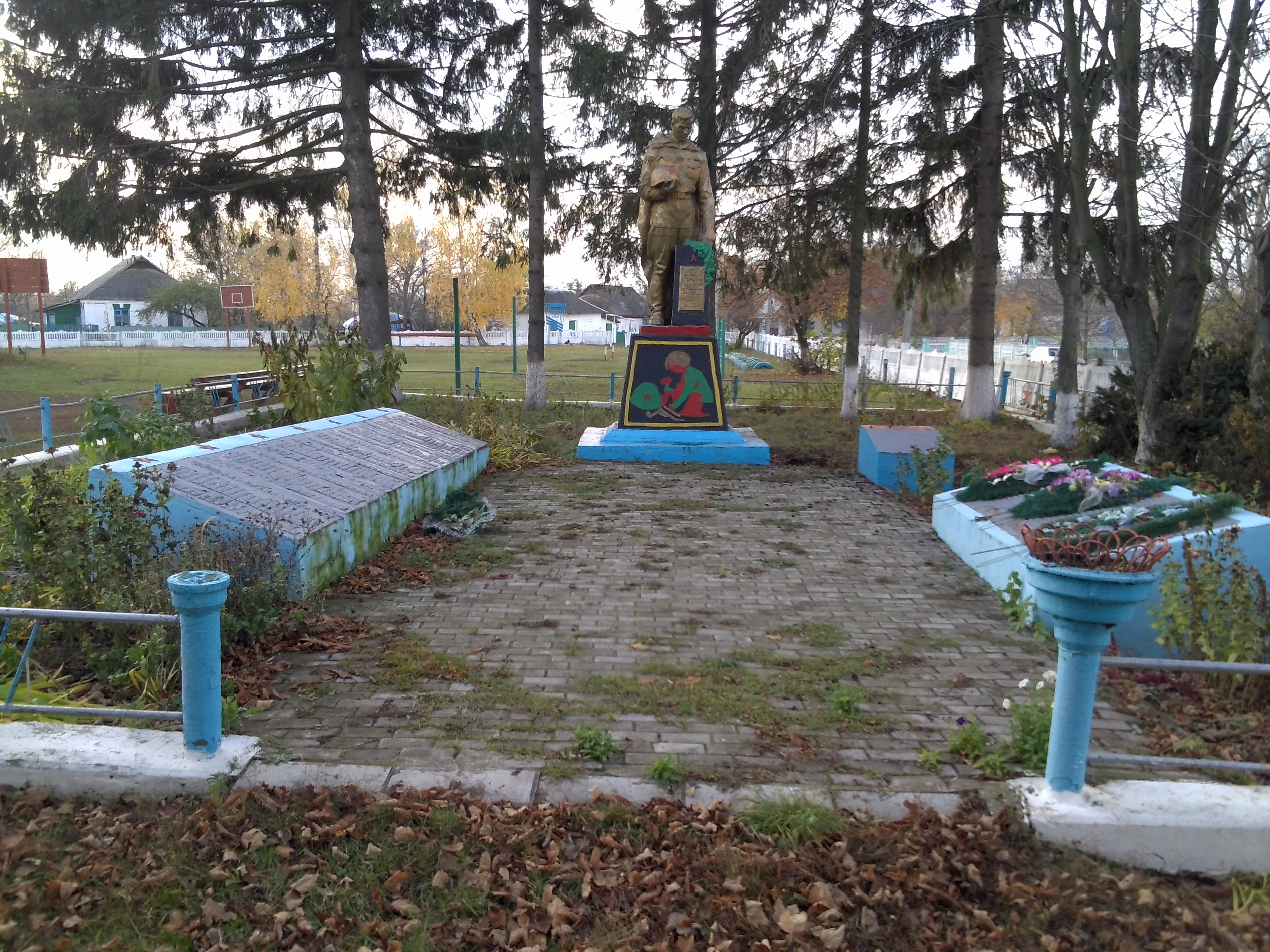
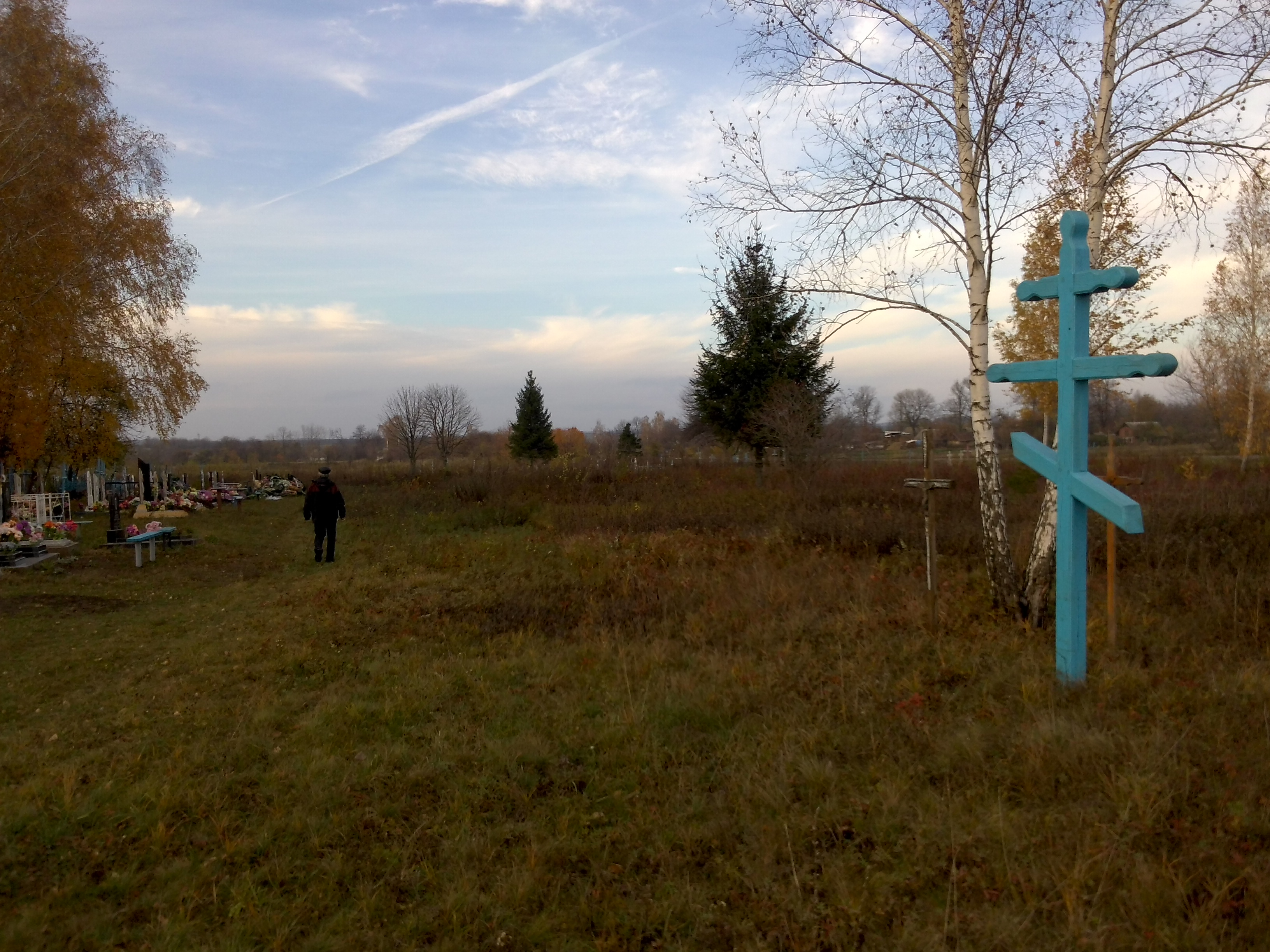